# UHDTV

Телебачення надвисокої роздільної здатності (англ. Ultra High-definition television, UHDTV) система трансляції цифрового телебачення з роздільною здатністю не тільки вищою за аналогові системи телебачення (NTSC, SECAM, PAL), а навіть вищою від свого цифрового попередника HDTV (1920x1080) від 4 до 16 разів. Технологія Ultra HD забезпечує високу якість зображення завдяки роздільній здатності від 8 до 32 мегапікселів.
"UHD Alliance", галузевий консорціум творців контенту, дистриб'юторів і виробників обладнання, оголосив під час прес-конференції на виставці споживчої електроніки (CES) 2016 специфікацію "Ultra HD Premium", яка визначає роздільну здатність, глибину біт, колірну гамму, широкий динамічний діапазон (HDR), необхідні для контенту Ultra HD (UHDTV) і дисплеїв, що мають право носити логотип Ultra HD Premium.

## Додаткові деталі
Цей Формат пропонує більшу роздільну здатність ніж 35 мм плівка й включає об'єктиви, відеокамери, проектори та рекордери. 8K використовує 33,2 млн. пікселів, 4K використовує 8,3 млн. пікселів.
- максимальна роздільна здатність: 7680 × 4320 пікселів (8K), 3840 x 2160 пікселів (4K);
- частота кадрів: 120 Герц;
- 22.2-канальний звук:
  - 9 зверху
  - 10 на рівні вух
  - 3 знизу
  - 2 для Ефектів у Бас діапазоні

Зображення у форматі 8K у 4 рази вище і ширше, а ніж звичайне зображення Full HD (1080p з роздільною здатністю у 1920 × 1080 пікселів). Це означає, що роздільність дисплею UHDTV-Зображення, у 16 разів більше ніж зображення HDTV (загалом 33,2 Мегапіксель)
Стандарт передбачає частоту кадрів у 120 Прогресивних розгортань за секунду і за цим показником перевищує навіть кадрову частоту IMAX-HD (48 кадрів на секунду).

## Особливість технологій
4K
- 3840x2160 (8,3 мегапікселів) у 4 рази перевищує роздільну здатність технології Full HD (1920x1080).
- частота кадрів становитиме до 120 Гц.
- займає один транспондер в Супутниковій системі DVB-S2.

5K
- 5120 x 2160 (11,06 мегапікселів) у 5 разів перевищує роздільну здатність Full HD (1920x1080).
- являє собою 4K TV з додатковими пікселями з боків екрану, що забезпечує однаково чітке зображення по всій ширині панелі.

8K
- 7680x4320 (33,2 мегапікселів) у 16 разів перевищує роздільну здатність Full HD (1920x1080) технології.
- Для трансляції з Лондона знадобився потік у 500 Мбіт/с.
- транслює прогресивні 120 кадрів/с.
- займає два транспондери в супутниковій системі DVB-S2.

## Мінімальні вимоги
Телевізори, монітори й проектори Ultra HD повинні мати не менше 8 млн активних пікселів, тобто не менше 3840 по горизонталі і не менше 2160 по вертикалі. При цьому співвідношення сторін повинно бути не менше 16:9. Щоб отримати позначку Ultra HD, пристрій також повинен мати хоча б один цифровий вхід, здатний прийняти відеосигнал з роздільною здатністю у 3840x2160 пікселів (тобто неможливо обійтися тільки внутрішнім перетворенням вхідного сигналу меншої роздільної здатності).
Згідно із заявою CEA, назву Ultra HD було обрано, щоб позначити 4K продукти, виходячи з результатів ринкового дослідження CEA. В асоціації вважають, що назва Ultra HD найкращим чином допомагає користувачам зрозуміти суть технології і має на увазі високу якість перегляду.

## Носії
Носієм придатний буде майбутній HDMI 2.0 також вже функціонує з DisplayPort 1.2 з 4 лініями це становитиме 2160 МБ/с (17.28 Ґбіт/с), достатнім для максимум 4096x2560 пікселів. Також вже тестується в Супутниковому варіанті DVB-S2/QPSK.

## Техніка для відтворення UHD TV
Все більше компаній зараз представляють на ринку свої UHD-телевізори. Авторитети в царині технологій вважають, що у найближчі два роки UHD-телевізори стануть таким же поширеним продуктом на ринку, як зараз HD-телевізори. Наразі компанія Samsung Electronics представила два своїх UHD-телевізори: S9 UHD TV (діагональ 85 дюймів, роздільна здатність 3840 x 2160) та F9000 UHD TV (діагональ 55 та 65 дюймів). Чітке деталізоване зображення та реалістична передача кольорів завоювали прихильність споживачів[джерело?]. Також компанією була розроблена власна технологія обробки якості зображення, яка складається з чотирьох етапів – Quadmatic Picture Engine. Вона оптимізує телевізійний сигнал, перетворює зображення будь-якої якості у UHD, максимально покращуючи його якість.

## Історія
- У вересні 2003 телекомпанією NHK була завершена розробка експериментальної системи UHDTV[2].

- 29 вересня 2010 NHK записали виступ групи «The Charlatans» у Великій Британії у форматі UHDTV, і потім провели трансляцію через інтернет в Японії[3].

Один з двох найбільших європейських власників супутникових флотів, люксембурзька компанія SES розпочала випробування супутникового телеканалу у форматі надвисокої роздільної здатності Ultra High Definition Television (UHDTV, Ultra HDTV). Телеканал у форматі UHDTV з'явився на супутнику Astra 2B, що перебуває в орбітальній позиції 28,2 ° E і призначеному для мовлення на Велику Британію. В даний час саме Британська корпорація BBC, поряд з японським суспільним мовником NHK, проявляє найбільший практичний інтерес до мовлення у форматі Ultra High Definition Television. Канал UHDTV, трансльований SES з її супутника широким променем, також можна приймати по всій Європі до західних областей Росії включно. Мовлення йде в незашифрованому вигляді і доступно всім охочим, хто має відповідне приймальне обладнання (DVB-S2). Програмна сітка являє собою три повторюваних відеоролика, що включає види міст і трансляцію англійської Прем'єр-ліги.
Параметри мовлення: Astra 2B 28,2 ° E, частота 12441, поляризація вертикальна, швидкість потоку 29500; коефіцієнт корекції помилок 3/4; DVB-S2/QPSK.